# Daphne (opera)
Daphne (Dafne) è un'opera in un solo atto, composta da Richard Strauss su libretto in tedesco di Joseph Gregor. È dedicata a Karl Böhm, il direttore d'orchestra che ha curato la prima esecuzione.
Rappresentata per la prima volta al Semperoper di Dresda il 15 ottobre 1938, quest'opera, la tredicesima di Strauss, mescola elementi tratti da Le Baccanti di Euripide al famoso mito di Apollo e Dafne, tratto da Le metamorfosi di Ovidio.

## Personaggi
| Nome            | Ruolo             | Timbro                    | Prima esecuzione (1938)                                       |
| --------------- | ----------------- | ------------------------- | ------------------------------------------------------------- |
| Peneios         | un pescatore      | basso                     | Sven Nilsson                                                  |
| Gaea            | moglie di Peneios | contralto                 | Helene Jung                                                   |
| Daphne          | la figlia         | soprano                   | Margarete Teschemacher                                        |
| Leukippos       | un pastore        | tenore                    | Martin Kremer                                                 |
| Apollo          | divinità greca    | tenore                    | Torsten Ralf                                                  |
| Quattro pastori |                   | baritono, tenore, 2 bassi | Arno Schellenberg, Heinrich Tessmer, Hans Löbel, Erich Händel |
| Due serve       |                   | soprani                   | Angela Kolniak, Marta Rohs                                    |

## Soggetto
La scena è ambientata nell'antica Grecia.
Daphne, una ragazza semplice, canta un inno alla natura che ama molto, senza provare interesse per gli amori umani.
Leukippos infatti, suo amico d'infanzia, la ama senza essere ricambiato: tanto che Daphne rifiuta di indossare i vestiti cerimoniali per accompagnarlo alla festa in onore di Dioniso.
Peneios, padre di Dafne, è sicuro che gli dei presto ritorneranno ad abitare tra gli uomini, ed avvisa gli amici di preparare una festa per accogliere il dio Apollo. Appare però uno strano pastore, e per accoglierlo Peneios gli manda incontro la figlia Dafne.
Il pastore, straniero, racconta a Dafne di averla vista mentre cantava il suo inno alla natura, e per provarlo ne ripete alcune frasi.
Le promette perciò che non verrà mai separata dal sole, e perciò lei accetta il suo abbraccio.
Ma quando lui si spinge oltre, e comincia a parlarle di amore, lei fugge spaventata.
Alla festa per Dioniso, Leukippos è travestito tra le donne che indossano i vestiti cerimoniali, ed invita Dafne a ballare.
Credendo che sia una donna, Dafne accetta: ma il pastore straniero ferma le danze e racconta di essere stato ingannato.
Dafne risponde che sia Leukippos che lo straniero indossano un travestimento: a questo punto il pastore lascia cadere la maschera e si mostra a tutti come il dio del sole, Apollo.
Dafne li rifiuta entrambi, e Apollo colpisce Leukippos con una delle sue frecce.
Dafne piange su Leukippos in fin di vita.
Apollo, pentito, chiede a Zeus di concedere a Dafne una nuova vita nelle sembianze di un albero.
Dafne infine, così trasformata, si compiace della sua unione completa con la natura.

## Organico orchestrale
- 3 flauti (III. anche ottavino), 2 oboi, corno inglese, 2 clarinetti in La, clarinetto in Do, corno di bassetto, clarinetto basso in La, 3 fagotti, controfagotto
- 4 corni, 3 trombe, 3 tromboni, tuba
- timpani, grancassa, piatti, triangolo, tamburello
- 2 arpe
- 16 violini I, 16 violini II, 12 viole, 10 violoncelli, 8 contrabbassi
- Sulla scena: organo, corno alpino